# 海崎駅
海崎駅（かいざきえき）は、大分県佐伯市大字海崎にある、九州旅客鉄道（JR九州）日豊本線の駅である。

## 歴史

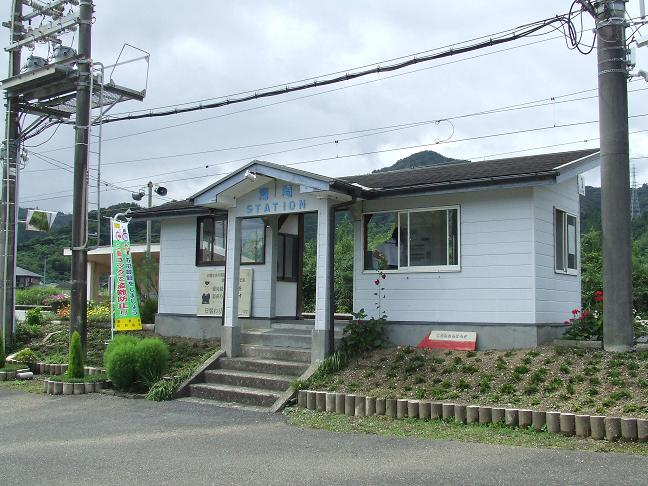
旧駅舎（2008年8月）

- 1923年（大正12年）7月1日：鉄道省が開設[1]。
- 1977年（昭和52年）3月1日：貨物および荷物扱い廃止[2]。駅員無配置駅となる[3]。
- 1987年（昭和62年）4月1日：国鉄分割民営化により九州旅客鉄道が継承[2]。
- 2017年（平成29年）
  - 9月17日：平成29年台風18号の影響により、宇島駅 - 鹿児島中央駅間が終日運休[4]
  - 9月19日：臼杵駅 - 延岡駅間不通のため臼杵駅 - 佐伯駅間で代行バス輸送を開始[5][6]。
  - 12月18日：臼杵駅 - 佐伯駅間で運転再開（代行輸送は前日で終了）[7]。
- 2018年（平成30年）5月6日：駅待合所で火災が発生し、待合所の一部を焼損する[8]。

## 駅構造
相対式ホーム2面2線を有する地上駅。駅舎側のホームの国道側に保線車両留置用の側線がある。木造駅舎は解体され現在は新しい簡易駅舎である。駅舎には出札窓口もあるが使用されていない。
日替わり駅長の看板があるものの無人駅である。自動券売機が設備されている。
かつて、駅構内から佐伯駅方にわずかに進んだ場所から太平洋セメント佐伯プラントへの専用線が存在した。（進入は佐伯駅方の引上線から。）現在は痕跡もほとんど確認できず、太平洋セメント佐伯プラントも操業停止となっている。（セメント事業は停止しているが、敷地内でイーレックスニューエナジー佐伯株式会社が発電事業を行っている。）

### のりば
| のりば | 路線      | 方向 | 行先     |
| ------ | --------- | ---- | -------- |
| 1      | ■日豊本線 | 下り | 佐伯方面 |
| 2      | ■日豊本線 | 上り | 大分方面 |

## 利用状況
- 2015年度の1日平均乗車人員は42人である。（前年度比-3人）

| 乗車人員推移 | 乗車人員推移 |
| 年度         | 1日平均人数  |
| ------------ | ------------ |
| 2000         | 46           |
| 2001         | 54           |
| 2002         | 47           |
| 2003         | 53           |
| 2004         | 40           |
| 2005         | 38           |
| 2006         | 36           |
| 2007         | 29           |
| 2008         | 40           |
| 2009         | 36           |
| 2010         | 34           |
| 2011         | 45           |
| 2012         | 43           |
| 2013         | 49           |
| 2014         | 45           |
| 2015         | 42           |

## 駅周辺
- 海崎郵便局
- 太平洋セメント大分工場佐伯プラント - 生産体制の見直しに伴い、操業を中止した[1][9]。
- 国道217号
- 大分県道605号床木海崎停車場線

## 隣の駅
九州旅客鉄道（JR九州）
■日豊本線
狩生駅 - 海崎駅 - 佐伯駅